# 西澤洋
西澤 洋（にしざわ ひろし、1965年 - ）は日本のゲームクリエイター、作曲家。現在フリーランス。

## 略歴
1985年より、ゲーム業界へ。プログラムの心得があることから、サウンドプログラマーの道を歩む。次第に楽曲も担当するようになり、以降はゲームサウンドを手がける作曲家として活動する。所属していた企業はキティ・エンタープライズ、アモルファス、パンドラボックス。特にパンドラボックスの『ソウル&ソード』ではディレクターも自ら務め、全体の統括を図った。
1994年に独立、以降はフリーの作曲家として手広く活動を行っている。最近はモバイル関連の業務も請け負っているよう。

## 作品
- ナイトライダー（FC版）
- ビッグチャレンジ! 柔道選手権
- ONIシリーズ
  - ONI II -隠忍伝説-
  - ONI III -黒の破壊神-
  - ONI IV -鬼神の血族-
- バトルサッカー フィールドの覇者
- 龍騎兵団ダンザルブ
- ソウル&ソード
- アフターハルマゲドン外伝
- ウルトラマンボール
- ブラックバスフィッシングガイド
- バージンドリーム
- セレクテッドソーサリアン(各種PCハード)
- 試験に出るうる星やつら